# Ischnopteris choritis
Ischnopteris choritis är en fjärilsart som beskrevs av Louis Beethoven Prout 1929. Ischnopteris choritis ingår i släktet Ischnopteris och familjen mätare. Inga underarter finns listade i Catalogue of Life.